# Coprophanaeus ignecinctus
Coprophanaeus ignecinctus är en skalbaggsart som beskrevs av Felsche 1909. Coprophanaeus ignecinctus ingår i släktet Coprophanaeus och familjen bladhorningar. Inga underarter finns listade i Catalogue of Life.